# Diafysen
Diafysen er rørknoglens midterstykke, som befinder sig mellem de to metafyser. Den udgør det stykke af knoglen, som har et hulrum, hvori der er knoglemarv.
| Anatomi | Spire Denne artikel om anatomi er en spire som bør udbygges. Du er velkommen til at hjælpe Wikipedia ved at udvide den. |